# 小出浩之
小出 浩之（こいで ひろゆき、1943年 - ）は、日本の精神科医、精神分析学者（ラカン派）。愛知県名古屋市生まれ。

## 略歴
- 1967年 名古屋大学医学部卒業、名鉄病院インターン。
- 1968年 名大医学部精神科副手。
- 1973年 国立療養所東尾張病院勤務。
- 1975年 名大医学部精神科助手。
- 1981年 静岡県立養心荘病院勤務。
- 1983年 名大医学部精神科講師。
- 1988年 「破瓜病の精神病理をめざして シニフィアンの病い」で名大医学博士。
- 1989年 岐阜大学医学部精神科助教授、1993年教授。
- 2008年 定年退任。

## 著書
- 『破瓜病の精神病理をめざして』 金剛出版、1984
- 『シニフィアンの病い』 岩波書店、1986、叢書・精神の科学
- 『分裂病と構造』 金剛出版、1990
- 『続・分裂病と構造』 金剛出版、1991

### 編著
- 『ラカンと臨床問題』編、弘文堂、1990
- 『ラカンと精神分析の基本問題』編、弘文堂、1993
- 『精神療法』岩崎徹也と責任編集、中山書店、1999、臨床精神医学講座

### 翻訳
- ジャック・ラカン著 ジャック=アラン・ミレール編『精神病』川津芳照,鈴木国文,笠原嘉共訳、岩波書店、1987
- ジョエル・ドール『ラカン読解入門』 岩波書店、1989
- ジャック・ラカン著 ジャック=アラン・ミレール編『フロイトの技法論』小川周二,小川豊昭,笠原嘉共訳、岩波書店、1991
- ビチェ・ベンヴェヌート,ロジャー・ケネディ『ラカンの仕事』若園明彦共訳、青土社、1994
- ジョエル・ドール『構造と性倒錯 フロイト/ラカンの臨床的視座』 青土社、1995
- R.シェママ編『精神分析事典 ラルース版』新宮一成,小川豊昭,加藤敏,鈴木国文共訳、弘文堂、1995（新版:R.シェママ, B.ヴァンデルメルシュ編 2002）
- ジャック・ラカン著 ジャック=アラン・ミレール編『フロイト理論と精神分析技法における自我 1954-1955』鈴木国文,小川豊昭,南淳三共訳、岩波書店、1998
- ジャック・ラカン著 ジャック=アラン・ミレール編『精神分析の四基本概念』鈴木国文,新宮一成,小川豊昭共訳、岩波書店、2000
- ジャック・ラカン著 ジャック=アラン・ミレール編『精神分析の倫理』鈴木国文,保科正章,菅原誠一共訳、岩波書店、2002
- ジャック・ラカン著 ジャック=アラン・ミレール編『対象関係』鈴木國文,菅原誠一共訳、岩波書店、2006
- コンタルド・カリガリス『妄想はなぜ必要か ラカン派の精神病臨床』西尾彰泰共訳、岩波書店、2008

### 記念論文集
- 『精神病理学の蒼穹』小出浩之教授退官記念論文集編集委員会編　金剛出版 2008

## 参考
- セブンネット